# James Climent
Pour les articles homonymes, voir Climent.
James Climent est un photographe et militant politique français.

## Biographie
Fils d'un militaire, James Climent naît le 26 décembre 1972 à Luxeuil-les-Bains. Sans origine anglaise, il reçoit son prénom en hommage à James Dean. Il grandit à Marguerittes puis part à Bruxelles faire du reportage photographique.
En 2005, il est verbalisé par un agent assermenté avec 13 788 fichiers téléchargés illégalement, conservés chez lui. En 2007, plaidant non coupable à cause de vices de procédure, il est condamné en première instance à verser 20 000 €uros de dommages et intérêts aux représentants des ayants droit, . Interdit bancaire, il refuse de payer. Il interjette appel, se pourvoit en cassation, puis introduit un recours devant la Cour européenne des droits de l'homme,,.
Il lance alors un appel aux dons pour financer les frais de procédure. Il reçoit dans ce cadre un soutien financier de Jean-Luc Godard à hauteur de 1 000 euros,,,,.
Lors des élections législatives de 2012, candidat du Parti pirate dans la deuxième circonscription du Gard, il est éliminé au premier tour, arrivant en huitième position avec 209 voix, soit 0,41 % des suffrages exprimés. À l'issue du scrutin, il est condamné à trois ans d'inéligibilité pour manquement aux obligations de dépôt de ses comptes de campagne dans les délais légaux. En 2014, il continue toutefois de militer au PP.
En 2013, son ultime recours est rejeté par la CEDH. Il décide alors d'entrer en « désobéissance civile ».

### Vie personnelle
Il est installé à Barjac, et vit de « petits boulots », notamment de prestations de dépannage informatique.

### Sources
- Alexandre Hervaud, « Fichiers-moi la paix », Libération,‎ 10 août 2010 (lire en ligne). .
- Alexandre Hervaud, « Et à la fin, c'est le pirate qui perd: l'histoire du combat de James Climent pour le téléchargement », Slate,‎ 28 octobre 2013 (lire en ligne). .